# Ameerega labialis
Ameerega labialis es una especie de anfibio anuro de la familia Dendrobatidae.

## Distribución geográfica
Esta especie es endémica de la provincia de Maynas en la región de Loreto en Perú. La especie es conocida sólo en la ciudad de Nauta.

## Publicación original
- Cope, 1874 : On some Batrachia and Nematognathi brought from the upper Amazon by Prof. Orton. Proceedings of the Academy of Natural Sciences of Philadelphia, vol. 26, p. 120–137[5]